# Pascale Hutton
Pascale Hutton (Creston, 14 giugno 1979) è un'attrice canadese.

## Filmografia parziale

### Cinema
- Licantropia Apocalypse (Ginger Snaps 2: Unleashed), regia di Brett Sullivan (2004)
- A Simple Curve, regia di Aubrey Nealon (2005)
- Caos (Chaos), regia di Tony Giglio (2005)
- L'arte della guerra 2 (The Art of War II: Betrayal), regia di Josef Rusnak (2008) - Direct to video
- Cani & gatti - La vendetta di Kitty (Cats & Dogs: The Revenge of Kitty Galore), regia di Brad Peyton (2010)
- Afghan Luke, regia di Mike Clattenburg (2011)
- S.W.A.T. - Sotto assedio (S.W.A.T.: Under Siege), regia di Tony Giglio (2017)

### Televisione
- Il prezzo del successo (Hollywood Wives: The New Generation) - film TV (2003)
- Disaster Zone - Vulcano a New York (Disaster Zone: Volcano in New York) - film TV (2006)
- Smallville - 2 episodi (2006)
- Traveler - 8 episodi (2007)
- Intelligence - 9 episodi (2007)
- Trial by Fire - film TV (2008)
- Flashpoint - 6 episodi (2008-2009)
- Royal Pains - 2 episodi (2009, 2015)
- Vite parallele (A Family Thanksgiving) - film TV (2010)
- Sanctuary - 9 episodi (2010-2011)
- Fringe - 2 episodi (2010, 2012)
- Arctic Air - 35 episodi (2012-2014)
- C'era una volta (Once Upon a Time) - 2 episodi (2014)
- Quando chiama il cuore (When Calls the Heart) - 89 episodi (2014-2022)
- Amore alle Hawaii (You Had Me at Aloha), regia di John Putch - film TV (2021)
- Un Natale per rinnamorarsi (We Wish You a Married Christmas), regia di Paul Ziller - film TV (2022)

## Doppiatrici italiane
Nelle versioni in italiano delle opere in cui ha recitato, Pascale Hutton è stata doppiata da:
- Daniela Calò in Psych
- Laura Cosenza in Fringe
- Angela Brusa in Arctic Air
- Sara Onorato in C'era una volta (ep. 4x01)
- Benedetta Degli Innocenti in C'era una volta (ep. 4x07)
- Erica Necci in Quando chiama il cuore